# Muzeum Wojskowe im. Witolda Wielkiego

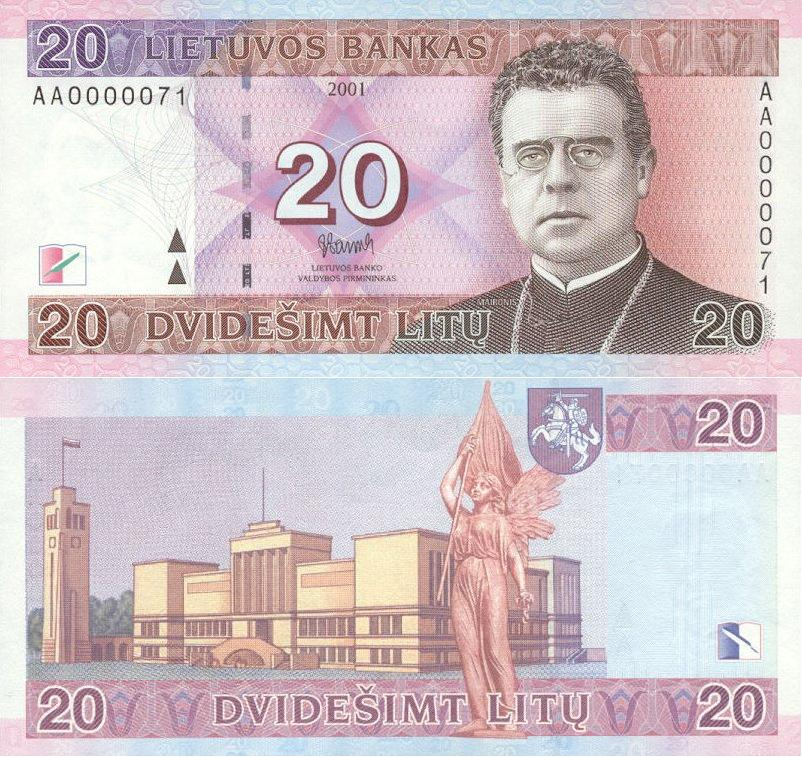
Banknot 20 litów

Muzeum Wojskowe im. Witolda Wielkiego (lit. Vytauto Didžiojo karo muziejus) – muzeum wojskowe w Kownie, jedno z najstarszych placówek muzealnych na Litwie. 
Gmach muzeum został zaprojektowany przez Kārlisa Reisonsa. Oficjalnego otwarcia placówki dokonano w osiemnastą rocznicę ogłoszenia niepodległości Litwy 16 lutego 1936 roku. Muzeum prezentuje historię Litwy od czasów prehistorycznych do obecnych, posiada sporą kolekcję różnych rodzajów broni, jak również wrak samolotu, na którym dwaj piloci litewscy Steponas Darius i Stasys Girėnas przekroczyli Atlantyk. 
Muzeum ulokowane jest w tym samym budynku co Narodowe Muzeum Sztuki im. M. K. Čiurlionisa przy placu Vienybė. Gmach muzeum uwieczniono na banknocie dwudziestolitowym.